# Maria-Kristiina Lotman
Maria-Kristiina Lotman (* 28. September 1974) ist eine estnische Altphilologin.

## Leben
Maria-Kristiina Lotman studierte von 1993 bis 2003 an der Universität Tartu Klassische Philologie und legte dort ihre Bachelor- (1997), Magister- (1999) und Doktor-Prüfung ab, arbeitete parallel dazu aber auch als Lateinlehrerin an einem Tartuer Gymnasium. Promoviert wurde sie mit einer Arbeit zum jambischen Trimeter. Seit 2008 ist sie Dozentin an der Abteilung für Klassische Philologie an der Universität Tartu. Seit 2021 ist sie dort Mitinhaberin der Professur.
Maria-Kristiina Lotman ist die Tochter der estnischen Historikerin Piret Lotman und des estnischen Literaturwissenschaftlers und Politikers Mihhail Lotman sowie die Schwester der estnischen Literaturwissenschaftlerin Rebekka Lotman. Der Literaturwissenschaftler und Semiotiker Juri Lotman war ihr Großvater.

## Wissenschaftliches Werk
Lotman beschäftigt sich in ihrer Forschungsarbeit hauptsächlich mit der Metrik der lateinischen Dichtung, hat aber auch Arbeiten zur estnischen Literatur vorgelegt, auch hier vornehmlich im Bereich der Verslehre. Darüber hinaus übersetzt sie aus dem Lateinischen (u. a. Sallust, Thomas von Aquin), Russischen (u. a. Joseph Brodsky, Anna Achmatowa) und Englischen.

## Auszeichnungen
- 2022 Jahrespreis der Zeitschrift Keel ja Kirjandus (gemeinsam mit Rebekka Lotman)

## Schriften (Auswahl)
- Võõras kui oma: Eesti ilukirjanduslik kvantiteeriv värss, in: Keel ja Kirjandus 10/2000, S. 689–702.
- The Rhythmical Structure of lambic Trimeter in Ancient Greek Comedy, in: Interlitteraria, 6, 2001, S. 202–216.
- Prosody and Versification Systems of Ancient Verse, in: Sign Systems Studies, 29 (2), 2001, S. 535–561.
- Jambiline trimeeter. Värsisüsteemid, meetrum, rütm, semantika. Tartu Ülikooli Kirjastus, Tartu 2003. 279 S.
- Vabanemiskatse silbilis-rõhulisest süsteemist: Jaan Bergmanni heksameeter, in: Kakssada aastat klassikalist filoloogiat Eestis / Duo saecula philologiae classicae in Estonia. Tartu 2003, S. 99–111.
- mit Mihhail Lotman Eesti silbilis-rõhulise neljajalalise trohheuse rõhustruktuurist, in: Keel ja Kirjandus 2/2007, S. 116–142.
- mit Rebekka Lotman: Jaan Bergmanni pilaeepos „Jaaniida“: tekst, kontekst ja intertekst, in: Methis 26 (2020), S. 285–293.
- mit Rebekka Lotman: Noore Jaan Bergmanni poeetika. Luulekunst kui lõbu ja õpetus, in: Keel ja Kirjandus 1–2/2021, S. 83–105.
- mit Rebekka Lotman, Mihhail Lotman: Häälikuinstrumentatsioon Artur Alliksaare luules, in: Keel ja Kirjandus 10/2023, S. 969–986.